# Леонит Абази
Леонит Абази (алб. Leonit Abazi; Гњилане, 5. јул 1993) албански је фудбалер са Косова и Метохије. Игра на позицији левог бека, а тренутно наступа за Балкани.

## Статистика

### Клупска
Ажурирано 18. августа 2018.
| Клуб       | Сезона   | Лига               | Лига    | Лига   | Национални куп | Национални куп | Европа  | Европа | Остало  | Остало | Укупно  | Укупно |
| Клуб       | Сезона   | Дивизија           | Наступа | Голова | Наступа        | Голова         | Наступа | Голова | Наступа | Голова | Наступа | Голова |
| ---------- | -------- | ------------------ | ------- | ------ | -------------- | -------------- | ------- | ------ | ------- | ------ | ------- | ------ |
| Скендербег | 2013/14. | Суперлига Албаније | 5       | 0      | 0              | 0              | 6       | 0      | 1       | 0      | 12      | 0      |
| Скендербег | 2014/15. | Суперлига Албаније | 23      | 1      | 8              | 2              | 0       | 0      | 1       | 0      | 32      | 3      |
| Скендербег | 2015/16. | Суперлига Албаније | 25      | 2      | 6              | 1              | 8       | 0      | 1       | 0      | 40      | 3      |
| Скендербег | 2016/17. | Суперлига Албаније | 2       | 0      | 4              | 0              | —       | —      | 1       | 0      | 7       | 0      |
| Скендербег | 2017/18. | Суперлига Албаније | 8       | 0      | 2              | 0              | 0       | 0      | —       | —      | 10      | 0      |
| Скендербег | 2018/19. | Суперлига Албаније | 1       | 0      | 0              | 0              | —       | —      | 1       | 0      | 2       | 0      |
| Скендербег | Укупно   | Укупно             | 64      | 3      | 20             | 3              | 14      | 0      | 5       | 0      | 103     | 6      |
| Каријера   | Каријера | Каријера           | 64      | 3      | 20             | 3              | 14      | 0      | 5       | 0      | 103     | 6      |

1. ↑  Четири наступа у УЕФА Лиги шампиона, а два у УЕФА Лиги Европе
2. 1 2 3 4 5  Наступ у Суперкупу Албаније
3. ↑  Два наступа у УЕФА Лиги шампиона, а шест у УЕФА Лиги Европе

### Утакмице у дресу репрезентације
Ажурирано 25. октобра 2015.
| Репрезентација   | Година | Наступа | Голова |
| ---------------- | ------ | ------- | ------ |
| Република Косово | 2015.  | 1       | 0      |
| Укупно           | Укупно | 1       | 0      |